# Soda
Soda eller natriumkarbonat er saltet efter kulsyres reaktion med natrium og har den kemiske formel Na2CO3.
Den almindelige soda forhandles som krystalsoda, et produkt, hvor sodaen fremtræder som klare krystaller. Desuden sælges soda ofte som kalcineret Soda. Kalcineret Soda er tre gange stærkere end almindelig soda. Det dannes ved opvarmning af natron, hvorved der fraspaltes vand og kuldioxid:
2 NaHCO3 → Na2CO3 + H2O + CO2
Carbonationen CO32- er en middelstærk base med en dissociationskonstant på pK2=10.34.
Soda må ikke forveksles med kaustisk soda (natriumhydroxid), som er en stærkt ætsende base.

## Anvendelse
Det indgår som råstof i produktionen af glas, papir, sæbe, opvaskemiddel, polymer, deriblandt kunstfibre som nylon.